# Pomnik Antoniego Troczewskiego w Kutnie

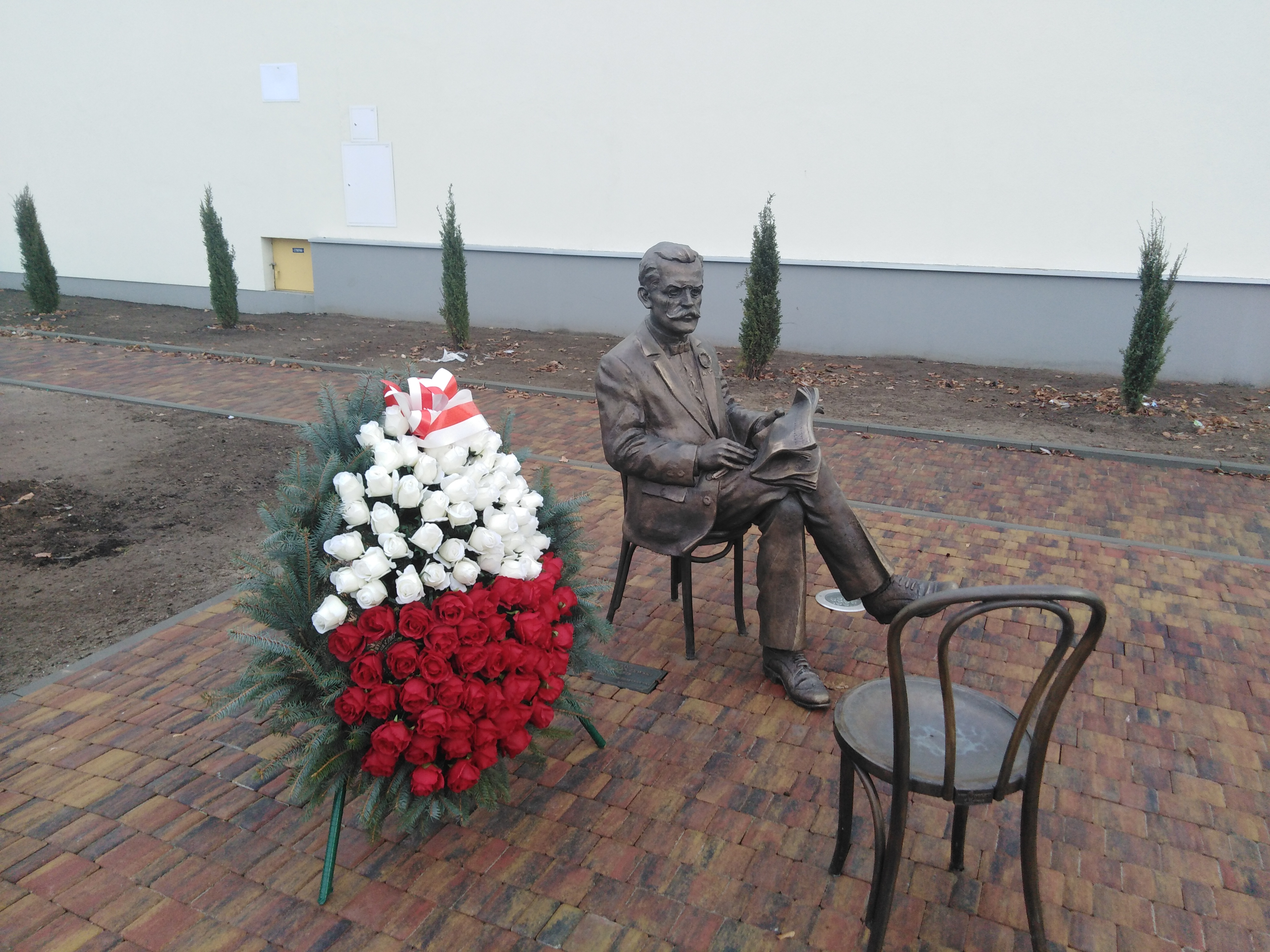
Pomnik-ławeczka Doktora Antoniego Troczewskiego przed siedzibą USC w Kutnie, 2018 rok.

Pomnik Doktora Antoniego Troczewskiego w Kutnie – pomnik-ławeczka, usytuowany na placyku przed siedzibą Urzędu Stanu Cywilnego w Kutnie przy ulicy 29 Listopada 2, przy której to przez 10 lat w okresie międzywojennym mieszkał doktor Antoni Troczewski.
Pomnik uroczyście odsłonięty 10 listopada 2018, w związku z Obchodami 100-lecia odzyskania niepodległości przez Polskę przez prezydenta miasta Kutna, Zbigniewa Burzyńskiego. Pomnik-ławeczka przedstawia naturalnej wielkości siedzącą postać doktora Antoniego Troczewskiego. Wykonania rzeźby podjął się profesor Marian Molenda. Po uroczystości odsłonięcia w pobliżu pomnika posadzono dąb, który mieszkańcom regionu kutnowskiego podarował papież Franciszek.